# Kurt Betschart

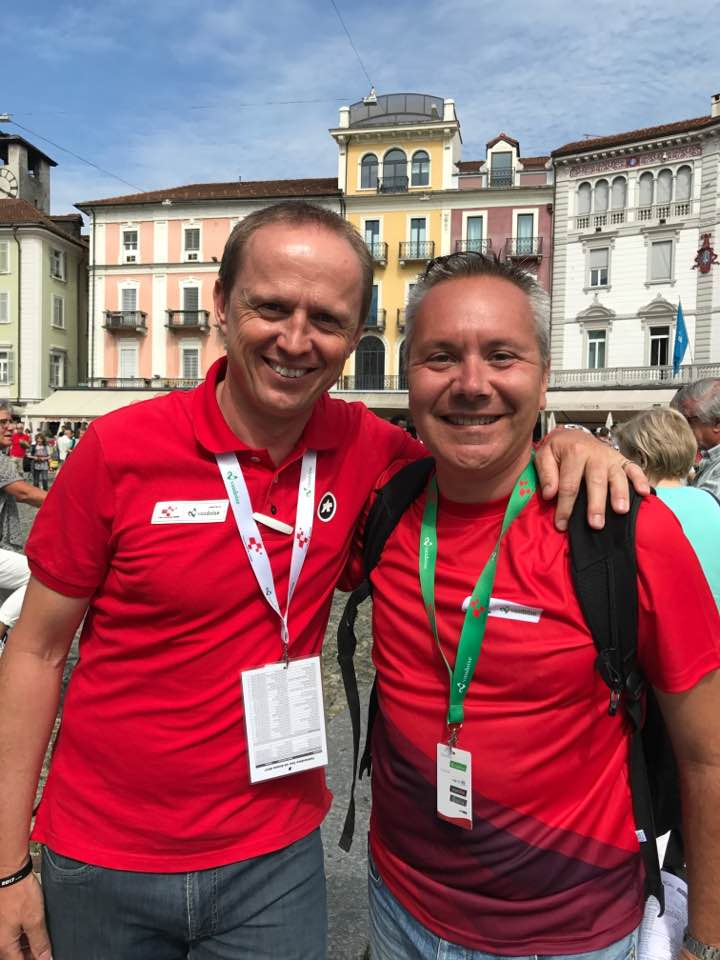
Kurt Betschart som sportdirektör för Tour de Suisse 2017. Till höger UEC:s presstalesman Stefano Bertolotti.

Kurt Betschart, född den 25 augusti 1968 i Erstfeld, är en schweizisk före detta bancyklist som var barndomsvännen Bruno Risis partner i madison- och sexdagarslopp. Tillsammans blev de europamästare i madison 1995 och vann 37 sexdagarslopp. Betschart deltog i madison vid OS i Sydney 2000 och kom elva tillsammans med Risi.
Betschart avlutade sin aktiva karriär 2006 och blev senare teknisk ledare för Tour de Suisse. Sedan 2022 är han ledare för Brunnen Schwyz Marketing AG som marknadsför turism i bergsregionen Mythen i Schwyz.

## Meriter

### Bana

#### Mästerskap
Kurt Betscharts podieplaceringar vid mästerskap. Partner var vid alla tillfällen Bruno Risi.
| Mästerskap         | Disciplin \ År | 1995 | 1996 | 1997 | 1998 | 1999 | 2000 | 2001 | 2002 |
| ------------------ | -------------- | ---- | ---- | ---- | ---- | ---- | ---- | ---- | ---- |
| Världsmästerskapen | Madison        |      |      |      |      |      |      |      |      |
| Europamästerskapen | Madison        |      |      |      |      |      |      |      |      |

#### Sexdagarslopp
I tabellen nedan listas Kurt Betscharts segrar och partners (med initialer):
| \ Säsong |

| Plats \ |

| \ Säsong |

| Partner \ |

Not: Asterisk efter ortnamnet markerar att tävlingen hölls före nyår (Kölns sexdagars gick över nyårshelgen). Zürich och Stuttgart kördes med tremannalag år 2000 respektive 2005.